# Karl Genzken
Karl Eduard August Genzken (Preetz, 8 giugno 1885 – Amburgo, 10 ottobre 1957) è stato un generale tedesco delle SS e a capo dell'ufficio medico delle Waffen-SS.
Fu coinvolto negli esperimenti medici sui prigionieri in diversi campi di concentramento.

## Biografia
Nacque in una famiglia di pastori protestanti, si diplomò alla scuola secondaria di Preetz e proseguì gli studi al ginnasio di Kiel nel 1905. Si arruolò nella Marina imperiale il 2 aprile 1906 e nello stesso anno divenne membro della Confraternita Derendingia di Tubinga.
Nel 1911 completò gli studi di medicina presso le università di Tubinga, Marburgo, Monaco e Kiel. Dal 1914, prestò servizio come medico presso il III battaglione navale a Tsingtao. Allo scoppio della prima guerra mondiale, fu assegnato al governatorato di Kiao-Ciao come medico distrettuale nella batteria Iltis. Il 19 settembre fu promosso chirurgo di stato maggiore della marina.
Dopo l'assedio di Tsingtao e la presa della città da parte dell'esercito imperiale giapponese, Genzken non fu fatto prigioniero dai giapponesi, ma poté partire per Tientsin nel novembre 1914. Si recò a Shanghai e raggiunse San Francisco nel giugno 1915, tornò in Germania e si riunì al corpo medico. Dal luglio 1915 fu medico di fortezza della batteria Schilling della II Divisione di artiglieria navale a Wilhelmshaven. Anche il suo dottorato a Kiel risale al 1915.
Dall'ottobre 1915, Genzken prestò servizio in vari ruoli, tra cui quello di medico di bordo. Durante questo periodo, contribuì anche alla creazione del servizio medico sottomarino e lavorò presso l'ospedale del cantiere navale di Wilhelmshaven. Dopo la fine della guerra, fu congedato il 28 novembre 1919 e si stabilì come medico generico nella sua città natale, Preetz.
Il 7 luglio 1926 Genzken aderì allo NSDAP (nº 39.913); il 5 novembre 1933 divenne membro delle SS (nº 207.954). Nel 1934 lavorò per un breve periodo come ufficiale navale presso il Ministero della Reichswehr; in seguito lavorò per un anno come ufficiale medico presso l'Ospedale della Grande Berlino. Il 1º febbraio 1937, succedette a Friedrich Karl Dermietzel a capo del dipartimento medico delle SS-Totenkopfverbände, incarico associato a quello di Theodor Eicke. Questa funzione lo rese responsabile dell'assistenza medica dei prigionieri nei campi di concentramento: i medici dei campi di concentramento riferivano mensilmente a Genzken le condizioni delle infermerie e il numero di prigionieri malati; la corrispondenza sopravvissuta mostra che furono consegnate solo alcune delle medicine e delle bende richieste dai medici. Durante il periodo di servizio di Genzken, la sterilizzazione forzata fu estesa ai campi di concentramento in conformità con la "Legge per la prevenzione delle malattie ereditarie". Lo psichiatra Werner Heyde scrisse delle perizie in merito che, una volta trasmesse ai tribunali per la salute ereditaria, costituirono la base per la decisione sulla sterilizzazione o sulla castrazione dei prigionieri.
Dall'autunno del 1939 alla primavera del 1940, Genzken creò il servizio medico della Divisione Totenkopf. Dall'aprile del 1940 fino al termine della guerra, fu corresponsabile degli esperimenti medici sui prigionieri nei campi di concentramento in qualità di comandante dell'Ufficio Medico delle Waffen-SS. Genzken fu in contatto personale con Erwin Ding-Schuler, che a sua volta effettuò gli esperimenti con i vaccini contro il tifo nel campo di concentramento di Buchenwald. Genzken fu promosso più volte nelle SS, arrivando al grado di SS-Gruppenführer und Generalleutnant der Waffen-SS nel 1943.

## Nel dopoguerra
Dopo la fine della guerra, fu imputato nel processo ai medici di Norimberga e il 20 agosto 1947 fu condannato all'ergastolo, pena poi ridotta a 20 anni, il 17 aprile 1954 fu rilasciato anticipatamente dalla prigione di Landsberg. Al servizio funebre per la sua sepoltura avvenuta nel 1957, fu letto un necrologio scritto da lui stesso. Un suo amico riferì che Genzken era tornato alla fede cristiana della sua infanzia e nei momenti difficili aveva ritrovato forza nella preghiera dopo che aveva abbracciato altre idee durante il periodo passato nelle SS.